# Chocimino
Chocimino (niem.  Gutzmin) – wieś w Polsce położona w województwie zachodniopomorskim, w powiecie koszalińskim, w gminie Polanów.
W latach 1975–1998 miejscowość administracyjnie należała do województwa koszalińskiego.
We wsi znajdują się obiekty wpisane do wojewódzkiego rejestru zabytków nieruchomych województwa zachodnio-pomorskiego:
- szachulcowy kościół pw. św. Teresy z XVIII w. (nr rej.: A-1899 z 28.04.1964)
- park pałacowy z połowy XIX w. (nr rej.: 947 z 25.02.1977)

inne
- cmentarz rodziny von der Osten-Fabeck w parku, na którym znajdują się groby:
- Elisabeth Adolphine Gertrude Luise Emma von der Osten-Fabeck geb. Simon (12 czerwca 1879 – 14 lutego 1933)[4]
- Guido Heinz Wilhelm Henning von der Osten - Fabeck (12 listopada 1904  – 30 grudnia 1929)[5][6]